# Les Mille et Une Vies d'Ali Baba
Pour les articles homonymes, voir Ali Baba.
Les Mille et Une Vies d'Ali Baba, puis Ali Baba, la musicale comédie, est une comédie musicale française dont la première a lieu au Zénith de Toulon le 15 septembre 2000. Puis, le spectacle se joue au Zénith de Paris le 22 septembre 2000. Ce spectacle musical produit par Pierre-Alain Simon, Jean-Claude et Annette Camus est écrit et composé par Fabrice Aboulker, Thibaut Chatel, Frédéric Doll et Alain Lanty.

## Argument
Nova-Manganor est une cité perdue au milieu des sables, dirigée par une lignée royale prestigieuse. Lorsque l'héritière disparaît, la famille régente, rongée par le chagrin, s'éteint.
Les années passent, le trône reste vaquant et le royaume se dégrade.
Une damoiselle amnésique, arborant pour seule richesse un magnifique talisman, est vendue au marché des esclaves. Elle est achetée par Cassim, un homme crédule mené à la baguette par sa femme tortionnaire, Madame Cassim.
Le frère cadet de Cassim, Ali Baba, s'éprend aussitôt de la belle. Il apprend son prénom : Yasmina.
Ali rêve de sauver Yasmina mais, barman sans le sou, il ne peut espérer racheter sa liberté à Madame Cassim. La tâche est d'autant plus ardue que la belle Yasmina démontre un fort caractère et est peu encline à lui faire confiance.
Ali et Yasmina échangent une longue correspondance. Si l'intéressée lui est hostile, elle se laisse charmer au fil du temps par ce jeune homme généreux et solaire, poète à la recherche de l'amour.
Les choses se compliquent davantage lorsque Madame Cassim ordonne à son époux de fermer le commerce d'Ali. Définitivement ruiné et sans espoir de libérer Yasmina, ce dernier s'égare dans le désert. Madame Cassim continue de persécuter sa domestique.
De son côté, Ali découvre par hasard le refuge d'une bande de voleurs aussi bêtes que méchants constituée d'un Capitaine autoritaire, de sa fille Fillasse, de Kartan l'imbécile heureux, de Perroquet le pleutre et de Booster le costaud romantique. Ali profite de cette aubaine pour dérober aux brigands la somme qui lui permettra d'arracher Yasmina à Madame Cassim. Il s'en retourne auprès de son frère et sa belle-sœur pour conclure l'affaire.
Or, Madame Cassim, égoïste et pleine d'ambition, comprend qu'Ali a déniché un vrai filon... Elle tient là l'occasion rêver de racheter le palais des Princes disparus et d'extorquer ainsi la place vacante. À force de ruses, elle fait parler Ali et envoie Cassim à la caverne. Ce dernier obéit, une fois de plus, et pénètre dans l'antre des voleurs au péril de sa vie. Gagné par la fièvre de l’argent, il imagine un instant pouvoir tout garder pour lui. C'était sans compter sur les féroces propriétaires du magot qui l'attrapent et l'enferment.
Ali, courageux et malin, réussit à délivrer son frère pendant que l’abjecte Madame Cassim en profite pour s'emparer du butin.
S'ensuit un improbable imbroglio où la bande des voleurs tente de récupérer leur magot, Ali de retrouver Yasmina, Cassim de se réconcilier avec son épouse et Madame Cassim de s'approprier le pouvoir. S'ajoute à cela un Génie psychiatre glamour et égocentrique, tout aussi roublard que les autres, qui rêve de faire carrière à Broadway. Madame Cassim embauche le Génie pour gérer la communication et redorer son image.
Lors de la fête organisée en grande pompe pour le sacre de Madame Cassim, l'ensemble des personnages se retrouve. Après mille rebondissements, la vérité éclate au grand jour : Yasmina recouvre la mémoire et s'impose comme la légitime héritière du trône. Son collier est la preuve de ses origines et le Capitaine avoue que Yasmina est la petite qu'il avait enlevée avec sa bande, voilà fort longtemps.
Chaque personnage connaît un dénouement heureux. Fillasse et les voleurs reprennent l'ancien bar et le transforme en discothèque avec le Génie en meneur de revue ; Cassim et son épouse se réconcilient.
Ali s'apprête à renoncer à Yasmina, s'estimant indigne de la jeune souveraine. Elle le rattrape et lui confesse son amour, demandant à ce qu'il reste à ses côtés pour l'éternité. Ali et Yasmina sont portés en triomphe, ils se jurent de rester ensemble à jamais et prennent la tête de Nova-Manganor.

## Fiche technique
- Musique : Fabrice Aboulker et Alain Lanty
- Livret : Thibaut Chatel et Frédéric Doll
- Mise en scène : Joël Lauwers, assisté de Nicolas Marty
- Chorégraphie : Bruno Agati, assisté de Valérie Guirriec
- Coaching vocal : Richard Cross
- Décors et costumes : Louis Désiré
- Création lumières : Jacques Rouveyrollis
- Durée : 126 minutes

## Distribution

### Chanteurs
- Ali Baba : Sébastien Lorca
- Yasmina : Sonia Lacen
- Cassim : Steeve De Paz
- Mme Cassim : Ann'so
- Le génie : Sinan Bertrand
- Le capitaine des voleurs : Philippe Loffredo
- Perroquet / Le marchand : Yamin Dib
- Booster : Pascal Massix
- Kartan : Christophe Pineau
- Fillasse : Marianne Viguès

- Choristes : Cédric Pelzman, Jessy Roussel, Nicolas Saga, Véronique Severe

### Danseurs
- Patrice Acunzo
- Fabio Aragao
- Fabrice Bert
- Philippe Bonhommeau
- Patricia Delon
- Lionel Desruelles
- Laurent Doëzy
- Leslie Dzierla
- Maïte Gheur
- Carole Gouvaze
- Steve Guimaraës
- Valérie Guirriec
- Anne-Tina Izquiredo
- Sandra Lambert
- Sophie Lemozit
- Thierry Martinez
- Jenny Mutela
- Muriel Parnasse
- Carl Portal

## Chansons
| - Ouverture - Y’en aura pour tout le monde - Les mille et une vies d’Ali baba - C’est moi l’patron - Je lance un appel - C’est p’t-être ton frère - A quoi bon - Nous sommes les 40 voleurs - Signe du destin - Les combines - Ah, être ensemble - Qui suis-je ? - Je voulais être une autre - Je garde le blé - Coupons le en deux - Soit un homme, ma grande - Honte de toi - Et si (le temps venait tout nous reprendre) | - Broadway - Signons - Tu me manques depuis longtemps - Oui, madame Cassim - Tout casser - La vie c’est comme cela - J’entends ton appel - Ouvrez, ouvrez-moi - Party at Cassim’s - Fifty-Fifty, cinquante-cinquante - Talisman - Je suis le plus génial - Princesse, une princesse - On s’est déjà vus… - Ainsi va la vie |

## Discographie

### Singles
| Titre                          | Année | Meilleure position | Meilleure position | Interprètes                                                  |
| Titre                          | Année | [ 1 ]              | (Fr)               | Interprètes                                                  |
| ------------------------------ | ----- | ------------------ | ------------------ | ------------------------------------------------------------ |
| Tu me manques depuis longtemps | 2000  | 10                 | 5                  | Sonia Lacen et Sébastien Lorca                               |
| À quoi bon ?                   | 2000  | 19                 | 8                  | Sonia Lacen, Sébastien Lorca et Steeve De Paz                |
| Ainsi va la vie                | 2001  | 93                 | 3 (tip)            | Sonia Lacen, Sinan, Sébastien Lorca, Ann'so et Steeve De Paz |

### Album
Toutes les paroles sont écrites par Thibaut Chatel et Frédéric Doll, toute la musique est composée par Fabrice Aboulker et Alain Lanty.
| 1.  | Ouverture (instrumental)               |                                         | 2:24 |
| 2.  | Y’en aura pour tout le monde           | Le Marchand, Cassim, Madame Cassim, Ali | 3:09 |
| 3.  | Les mille vies d'Ali                   | Ali, tous                               | 3:21 |
| 4.  | C'est moi le patron                    | Yasmina, Cassim, Madame Cassim          | 3:40 |
| 5.  | Je lance un appel                      | Yasmina, Ali                            | 2:24 |
| 6.  | À quoi bon ?                           | Ali, Cassim, Yasmina                    | 3:45 |
| 7.  | Nous sommes les 40 Voleurs             | Le Capitaine, Fillasse et les Voleurs   | 2:31 |
| 8.  | Les combines                           | Madame Cassim                           | 2:33 |
| 9.  | Qui suis-je ?                          | Yasmina                                 | 3:14 |
| 10. | Je voulais être une autre              | Madame Cassim                           | 1:38 |
| 11. | Je garde le blé                        | Cassim                                  | 2:15 |
| 12. | Honte sur toi                          | Cassim, Madame Cassim                   | 2:54 |
| 13. | Et si (le temps venait tout reprendre) | Yasmina, tous                           | 3:18 |
| 14. | Je suis fait pour Broadway             | Le Génie, les Voleurs                   | 3:44 |
| 15. | Signons, signons                       | Le Génie, Madame Cassim                 | 2:41 |
| 16. | Tu me manques depuis longtemps         | Ali, Yasmina                            | 2:31 |
| 17. | Oui, madame Cassim                     | Le Génie, Madame Cassim                 | 2:20 |
| 18. | La vie c’est comme ça                  | Ali, Cassim                             | 3:02 |
| 19. | Fifty-Fifty Cinquante-Cinquante        | Le Capitaine, Madame Cassim             | 2:45 |
| 20. | Talisman                               | Ali, Yasmina                            | 3:23 |
| 21. | Je suis le plus génial                 | Le Génie, Le Capitaine, Madame Cassim   | 2:49 |
| 22. | Princesse                              | Le Génie, Madame Cassim, Ali, Yasmina   | 8:58 |
| 23. | On s'est déjà vus                      | Tous                                    | 3:12 |

## Production
Fabrice Aboulker a l'idée de faire une comédie musicale sur Ali Baba. Pierre-Alain Simon lui conseille d'obtenir le soutien de RTL, M6 et Jean-Claude Camus. Ce dernier avait connu plusieurs échecs dans les années 1980 et 1990 avec des comédies musicales, lui faisant perdre 21 millions de francs. Il décide néanmoins de produire le spectacle, avec Pierre-Alain Simon pour un budget s'élevant à 25 millions de francs. Fabrice Aboulker et Alain Lanty composent la musique, tandis que Frédéric Doll et Thibaut Chatel écrivent les paroles.
Ali Baba sort en même temps que trois autres comédies musicales (Da Vinci, Les Ailes de la Lumière, Les Dix Commandements et Roméo et Juliette), après le grand succès de Notre-Dame de Paris l'année précédente. Contrairement aux autres comédies musicales, Ali Baba est « une vraie comédie ». Cette originalité est mise en avant par la production, tout comme l'orchestre philharmonique sur scène.
L'album sort en début d'année 2000. Le producteur fait participer Sonia Lacen (Yasmina) aux tournées de Johnny Hallyday et Sébastien Lorca (Ali) à celles de Lara Fabian, pour que le public les identifie. La première a lieu le 15 septembre au Zénith de Toulon. Du 23 septembre au 29 octobre, la comédie musicale monte au Zénith de Paris, avant une tournée en province puis un retour à Paris.

## Accueil
Du point de vue commercial, Les Mille et Une Vies d'Ali Baba est considéré comme un échec. En juillet 2000, l'album de la comédie musicale ne s'est vendu qu'à 200 000 exemplaires, loin derrière les autres comédies musicales de l'époque Les Dix Commandements et Roméo et Juliette (avec respectivement 700 000 et 500 000 albums vendus). Après les premières représentations, le Zénith de Paris, « trop vaste et trop froid » pour la comédie musicale, participe à créer un mauvais bouche à oreille. Entre septembre et décembre, la pièce attire 55 000 spectateurs à Paris et 50 000 en province, en deçà des attentes des producteurs.
Selon Richard Cross, coach vocal de la troupe, cela s'explique par le genre d'Ali Baba, « plus proche des opérettes période Offenbach », et moins de publicité que ses rivales dans les médias. Jean-Claude Camus explique en partie ces difficultés par la jeunesse de la troupe, « composée uniquement de jeunes qui débutent ». Pour d'autres, la comédie musicale s'adresse au mauvais public, davantage aux adultes qu'aux jeunes, qui font pourtant le succès de Roméo et Juliette par exemple.
Si le public reste de marbre, les retours côté presse sont néanmoins positifs dans leur majorité.
Radio France affirme qu'il s'agit de « l’un des plus injustes échecs de l’histoire de la comédie musicale en France. [Il] réunit tout ce qui fera plus tard le succès d’autres spectacles : musique live, vraies scènes de comédie pleines d’humour… mais voir Ali Baba dans une ville moderne où les voleurs sont à moto, ça ne passe pas pour le public ».
Pour Libération, « Ali Baba communique sur son originalité, au regard des autres comédies: un orchestre philharmonique sur scène, des chanteurs également comédiens et danseurs, et un certain sens de l'humour. Tout en insistant sur le fait que le spectacle est avant tout destiné aux adultes ».
Le site spécialisé Regard en coulisse évoque « une partition protéiforme très attachante », malheureusement prisonnière d'un « Zénith dix fois trop grand ». La rédaction trouve cependant le tout « très frais, souvent drôle et immédiatement plaisant. On se croirait presque dans un dessin animé de Walt Disney (au hasard… Aladdin !) et ce n’est pas une critique ! Les chansons vont de la pop destinée à cartonner dans les hits (Tu me manques depuis longtemps) à la musique de western hollywoodien (Les 40 voleurs) en passant par la comédie (La phrase magique) mais le tout reste très homogène ».
RFI insiste sur les « deux premiers rôles jeunes et beaux : Sébastien Lorca et Sonia Lacen ».
Jean-François Brieu souligne le génie de « faire appel à un orchestre » en live et de propulser « sur le devant de la scène les adorables Sébastien Lorca et Sonia Lacen », lesquels « emportent rageusement le morceau ». A son sens, la troupe « s'amuse follement à puiser dans ce sac à malices non exempt d'excellentes chansons, même si l'on peut regretter au passage qu'une fois de plus la comédie musicale française contemporaine soit tétanisée à l'idée de créer de toutes pièces un argument original à la manière de Starmania ». Brieu évoque « la tradition des bouts-rimés joyeux et des intermèdes lorgnant du côté de Feydeau ».
Vincent Monnet, du Temps, salue « le parti pris comique et la jeunesse de la troupe de cette "musicale comédie" [sic!] », ces spécificités conférant « à l'ensemble un côté drôle et enlevé, même si l'on ne marche pas une seconde dans le coup du génie qui rêve de chanter à Broadway ». Le journaliste trouve néanmoins « le postulat trop faible, l'action [évoluant] essentiellement grâce à la jalousie de Madame Cassim. Un moteur dramatique qui ne suffit pas à dynamiser une adaptation considérablement alourdie par une succession de quiproquos ineptes et des rebondissements farfelus ».
Bruxellons ! trouve le « musical plein d'imagination » et regrette son échec : « c'est évidemment le plus original qui va être sacrifié, le seul qui avait pris le pari de ne pas employer de bande-son pour la musique. Sans diminuer les valeurs de Roméo et Juliette ou de Les Dix Commandements, Ali Baba ne méritait pas ce qui lui est arrivé ».